# Aphelariaceae
Aphelariaceae (Corner, Beih. Nova Hedwigia 33: 5 (1970)) è una famiglia di funghi basidiomiceti appartenenti all'ordine Cantharellales.

## Generi di Aphelariaceae
Il genere tipo è Aphelaria Corner, altri genere inclusi sono:
- Phaeoaphelaria
- Tumidapexus